# Parelloop 2014
De Parelloop 2014 vond plaats op zondag 6 april 2014 in het Limburgse Brunssum. Het was de 26e editie van dit evenement. In totaal finishten er 557 mannen en 515 vrouwen.
De wedstrijd bij de mannen werd gewonnen door de Keniaan Philip Langat in 28.14. Op de finish bleef hij zijn landgenoot David Kogei vier seconden voor. Bij de vrouwen ging de Keniaanse Edith Chelimo met de hoogste eer strijken. Zij won de wedstrijd met een tijd van 32.04 en had een voorsprong van zeventien seconden op Violah Jepchumba. Het podium bij zowel de mannen als de vrouwen was volledig Keniaans. De snelste Nederlander bij de mannen was Patrick Stitzinger. Hij werd elfde in 29.56. Bij de vrouwen finishte Miranda Boonstra als eerste Nederlandse op de achtste plek in 34.41.
Naast een 10 km kende het evenement ook een loop over 5 km.

## Uitslagen
Mannen
| rang   | naam                  | land | tijd  |
| ------ | --------------------- | ---- | ----- |
| Goud   | Philip Langat         | KEN  | 28.14 |
| Zilver | David Kogei           | KEN  | 28.18 |
| Brons  | Charles Maina         | KEN  | 28.23 |
| 4      | Alfred Cherop         | KEN  | 28.33 |
| 5      | Ezrah Sang            | KEN  | 28.49 |
| 6      | Edwin Limurer         | BRN  | 29.12 |
| 7      | Frederick Ngeny       | KEN  | 29.15 |
| 8      | Ahmed-Ibrahim Baday   | MAR  | 29.26 |
| 9      | Chakir Boujattaoui    | MAR  | 29.28 |
| 10     | Abdelattif Aithousine | MAR  | 29.47 |
| 11     | Patrick Stitzinger    | NED  | 29.56 |
| 12     | Mohamed Berok         | MTN  | 30.01 |
| 13     | Jorrit Cley           | NED  | 30.07 |
| 14     | Florent Caelen        | BEL  | 30.14 |
| 15     | Mats Lunders          | BEL  | 30.18 |
| 16     | El-Hassane Lahlal     | MAR  | 30.19 |
| 17     | Antoine Duvivier      | BEL  | 30.19 |
| 18     | Regis Thonon          | BEL  | 30.58 |
| 19     | Snoussi Ramdan        | MAR  | 30.59 |
| 20     | Rene Stokvis          | NED  | 31.00 |

Vrouwen
| rang   | naam               | land | tijd  |
| ------ | ------------------ | ---- | ----- |
| Goud   | Edith Chelimo      | KEN  | 32.04 |
| Zilver | Violah Jepchumba   | KEN  | 32.21 |
| Brons  | Maryanne Wangari   | KEN  | 32.25 |
| 4      | Viola Chelegat     | KEN  | 32.54 |
| 5      | Beatrice Chepkoech | KEN  | 33.37 |
| 6      | Fathiha Benchetki  | MAR  | 33.43 |
| 7      | Veerle Dejaeghere  | BEL  | 34.11 |
| 8      | Miranda Boonstra   | NED  | 34.41 |
| 9      | Daisy Langat       | KEN  | 35.01 |
| 10     | Jamie Vanlieshout  | NED  | 36.28 |
| 11     | Manuela Soccol     | BEL  | 36.57 |
| 12     | Eveline Martens    | NED  | 36.58 |
| 13     | Nadezhda Wijenberg | NED  | 37.42 |
| 14     | Naïma Bosman       | NED  | 37.45 |
| 15     | Leen Leysen        | BEL  | 40.40 |

1989 ·
1990 ·
1991 ·
1992 ·
1993 ·
1994 ·
1995 ·
1996 ·
1997 ·
1998 ·
1999 ·
2000 ·
2001 ·
2002 ·
2003 ·
2004 ·
2005 ·
2006 ·
2007 ·
2008 ·
2009 ·
2010 ·
2011 ·
2012 ·
2013 ·
2014 ·
2015 ·
2016 ·
2017 ·
2018 ·
2019 ·
2020 (afgelast) ·
2021 (afgelast) ·
2022 ·
2023 ·
2024